# Just Lucy
Just Lucy, bürgerlich Lea Heilmann (* 2. März 1994 in Rostock), ehemals bekannt als Lucy Cat, ist eine deutsche Pornodarstellerin und Webvideoproduzentin.

## Privatleben
Lea Heilmann wuchs in einem Dorf bei Rostock auf. Ihre unverheirateten Eltern trennten sich, als Lea zwei Jahre alt war. Als Achtjährige zog sie mit ihrer Mutter nach Rostock, wo sie die Grundschule und dann den Sportzweig des Privatgymnasiums CJD Christophorusschule Rostock besuchte. Bis zu ihrem 16. Lebensjahr nahm sie auch an Schwimmwettbewerben teil, war nach eigener Aussage Deutsche Jugendmeisterin im Langstreckenschwimmen und nahm auch an Europacups teil. Gefördert wurde sie von der Deutschen Sporthilfe. Sie lebte in Hamburg.
Nach den Differenzen mit ihren bisherigen Geschäftspartnern lebt Heilmann seit Anfang 2020 gemeinsam mit ihrem Partner Max Röder in Zellingen bei Würzburg.

## Karriere

### Erotikbranche
Angefangen hat Heilmann in der Pornoindustrie, um sich ihr Studium in der Studienrichtung Verkehrsbetrieb/Logistik (VBL), anderen Berichten nach Schifffahrtskunde, an der Hochschule Wismar zu finanzieren. Inspiriert durch eine TV-Dokumentation begann sie mit dem Dreh von Pornovideoclips. 2013 entwarf sie binnen zwei Monaten einen Businessplan, sicherte sich ihren Künstlernamen und passende Internetdomains. Ihre ursprüngliche Absicht war es, später in einem Hafen oder an einem Flughafen zu arbeiten. Nach vier Semestern beendete sie ihr Studium ohne Abschluss und bewegt sich beruflich seither nur noch in der Social-Media- und der Pornografiebranche.
Heilmann gilt als „Deutschlands meistgesuchte Darstellerin“ und erlangte vor allem über Social Media besondere Bekanntheit. Auf Instagram hat sie über eine Million Abonnenten, auf Facebook sind es etwa 100.000 und bei YouTube über 160.000. Von den Mydirtyhobby-Usern wurde sie zur „Amateurin des Jahres 2016“ gewählt.
In der jährlich von der Website Pornhub veröffentlichten Statistik war sie 2016 hinter Gina-Lisa Lohfink und Lexy Roxx an dritter Stelle der beliebtesten Pornodarstellern und wurde 2017 zum am meisten gesuchten Pornodarsteller vor Katja Krasavice, Lexy Roxx, Aische Pervers und Riley Reid in Deutschland gekürt. Im Bundesland Baden-Württemberg lag sie 2017 an erster Stelle vor der Australierin Angela White. In der von Pornhub jährlich veröffentlichten Statistik war Heilmann 2019 die beliebteste Pornodarstellerin in Deutschland.  Auch in der Schweiz zählt Heilmann laut einem Artikel bei FM1 Today vom Januar 2018 nach zu den beliebtesten Pornodarstellern. Das Gleiche gilt für Österreich. Bei den Pornhub-Nutzern im Großherzogtum Luxemburg lag sie 2017 auf Platz drei hinter Kim Kardashian und Mia Khalifa. Im Oktober 2018 nahm sie erneut an der Berliner Erotikmesse „Venus“ teil, wo sie zuletzt 2017 am Mydirtyhobby-Stand Autogramme gab.

### Neuanfang als Just Lucy
Nach Differenzen mit ihrem ehemaligen Geschäftspartner konnte sich Lucy Cat nicht auf die Weiternutzung ihres als Marke eingetragenen Künstlernamens einigen und benannte sich daraufhin im September 2020 in Just Lucy um. Hierzu wurde die Lucyd Dreams GmbH mit Sitz in Zellingen gegründet. Als Geschäftsführer ist ihr Partner Max Röder eingesetzt.

### Auftritte
Im Juni 2014 berichtete das Sat.1-Frühstücksfernsehen unter dem Sendungstitel „Studentenjob Porno“ über Heilmann. Im März 2015 wurde sie von der Maklerin Britta Gruttman in der VOX-Pseudo-Doku-Soap mieten, kaufen, wohnen bei der Wohnungssuche begleitet. Zu sehen war sie Ende 2015 auch in der RTL-Castingshow Das Supertalent. Am 16. Mai 2017 war sie zu Gast in der Reihe Neue Deutsche Abendunterhaltung des Livestream-Channels Rocket Beans TV. Im Januar 2020 trat sie dort in der Show Jugendzimmer zusammen mit den Atzen erneut auf. Für die Plattform Mydirtyhobby ist sie seit 2017 Botschafterin einer Werbekampagne für die Früherkennung von Hodenkrebs. 2020 war sie in einer Reportage des funk-Magazins zu sehen, in der sie Einblicke in ihr Berufs- und Privatleben gab, Fragen beantwortete und ein Kamerateam des Deutschlandfunks bei einem Pornodreh zuließ.